# 公営競技
公営競技（こうえいきょうぎ）とは、公的機関が賭博（ギャンブル）として開催するプロフェッショナルスポーツの総称である。

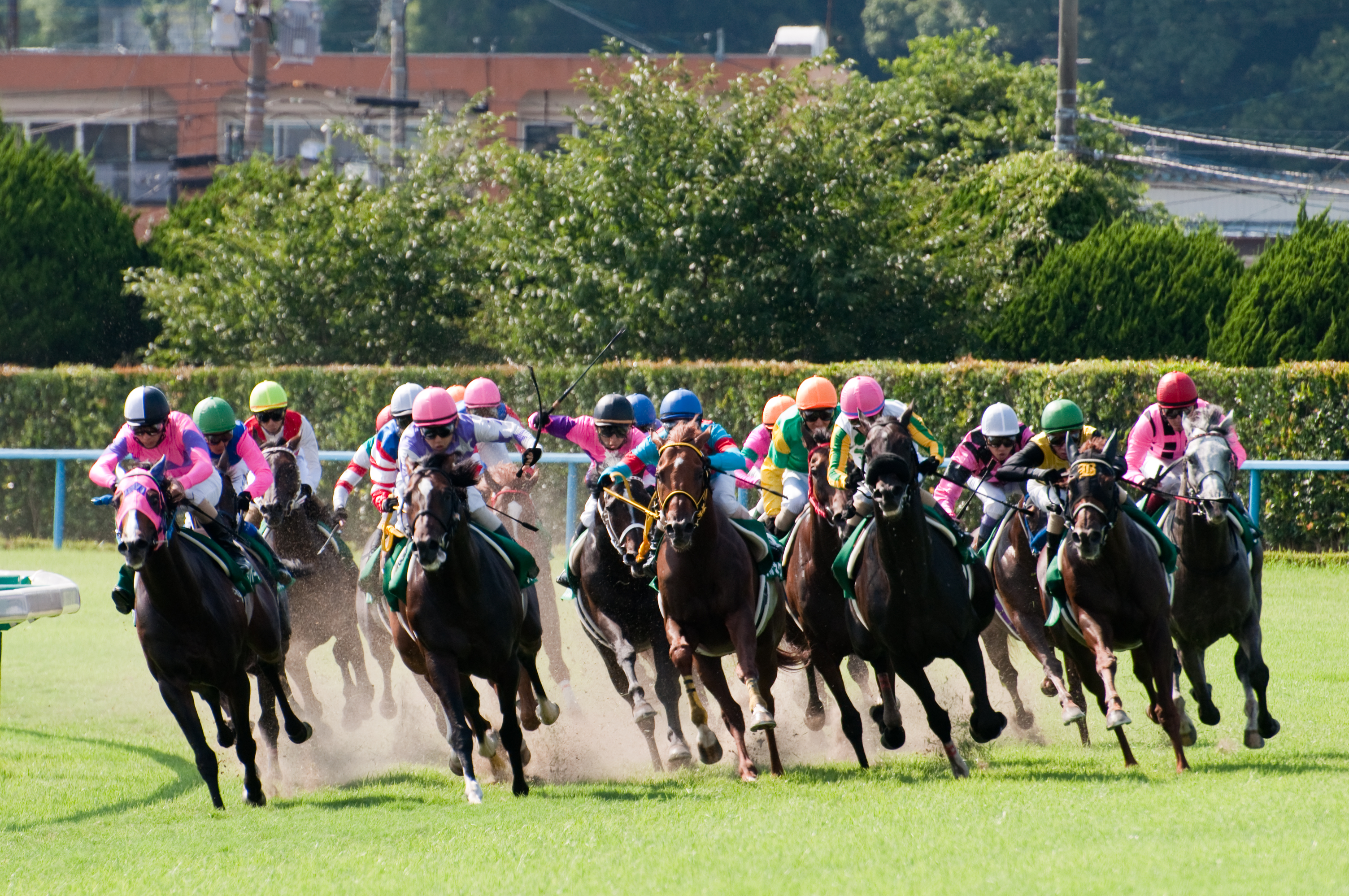
日本の中央競馬のレースの様子（2010年）

## 日本

### 概要
現在日本で開催されている公営競技は以下の4つであり、2016年4月1日時点、全国37都道府県に97場存在する。主催者は特殊法人である中央競馬を除くと、地方公共団体あるいは一部事務組合であるが、いずれも全国規模の統括組織があり（特殊法人または財団法人）、中央官庁の管轄である。中央競馬については、出資者が国であることから実質国営とみなし公営競技に含めない場合もある。根拠法が制定されており（これが違法性阻却の根拠となる）、これ以外は全て賭博罪で処罰の対象となる。
- 日本の競馬（25場）[† 2]。
  - 中央競馬（日本中央競馬会（JRA）・10場）[2]
  - 地方競馬（公営競馬・15場）[† 3]
- 競輪（43場）[† 4]
- 競艇（BOAT RACE・24場）
- オートレース（5場）

これらは全てパリミュチュエル方式により投票券が発売されており、勝利する競走対象を予想した投票券を購入して、予想が的中すれば配当金を受け取ることができる。競馬・競輪・競艇3つとも「競」の字があるので、これとオートレースで「三競オート」と総称される。
かつてはドッグレースやハイアライを公営競技として開催する動きがあったが、「畜犬競技法案」やハイアライ法案（ハイアライ競技法案や回力球競技法案）が成立しなかったため実現しなかった。
なお、「公営競技」という呼称は一般的には競馬（中央競馬・地方競馬）・競輪・ボート・オートレースの4つの総称であるが、中央競馬は公営競技に含めない場合もある。これは「公営競馬」という呼称が地方競馬のみを指すのと同様である。

### 過疎化地方自治体への寄与
一方で、過疎化が進む地方自治体では現在でも収益の柱としての存在感は増している。財政の困窮を背景に平成の大合併が進んだ際には、公営競技場の所属をめぐる自治体どうしの対立が各地で起き、競技場を保有する自治体が合併協議会から離脱してしまい、残った自治体の合併により交通的に遮断されたり飛び地などの変則的な行政域を生んだ例がある（桐生市 - 桐生競艇場など）。また、競技場の集約効果や景気回復とインターネットによる券売で一部の競技では収益を大幅に拡大させた例もあり、今後も地域経済活性化を担う地方自治体の主要産業として位置づけられている。過疎地域自立促進特別措置法による過疎市町村認定要件には、人口減少率のほかに「公営競技収益が13億円以下（施行令第1条）」という財政力要件を含んでいる。

### 歴史
日本の公営競技の一つとなっている近代競馬は1860年9月に横浜の外国人居留地で初めて行われた。外国人居留地の競馬では馬券が発売されていたが、外国人居留地で治外法権が認められていた間は、江戸幕府や明治政府による賭博の禁止の影響を受けなかった。日本政府容認の近代競馬としては黙許として1906年11月に東京の池上競馬場で初めて開催された馬券発売を伴う競馬が最初とされる（それ以前にも1880年6月に横浜の外国人居留地の競馬で銀製の花瓶が明治天皇から下賜された例があった）。1923年7月に旧競馬法が施行されたことにより全国11の公認競馬倶楽部で馬券発売を伴う競馬の開催が完全に合法化された。
第二次世界大戦後に戦災からの復興支援を主目的とした公営ギャンブルの一つとして開催されることになった。まず、戦前から開催されていた公営競馬の馬券販売が終戦後の1946年に再開された（戦争の影響で1944年から1945年までは馬券販売が禁止されたため小規模な能力検定競走のみ開催されており、また終戦直後の混乱期の1945年から1946年までは地方で非合法な闇競馬が開催されていた）。また競馬だけでなく、1948年11月に福岡県小倉市（現：北九州市）で初めて競輪が開催され、1950年（昭和25年）10月に千葉県船橋市で初めてオートレースが開催され、1952年4月に長崎県大村市で初めて競艇が開催されるなどし、公営競技の種類が増えていった。新たに加わったこれら3競技は、GHQが全国組織を認めなかったため、国ではなく地方自治体による実施となった。
その後、八百長問題、騒擾事件が多発し、ギャンブルによる生活破綻、青少年への悪影響の懸念などから公営競技に反対する声が強まり、1958年（昭和33年）には大宅壮一が「公営ギャンブル廃止論」を提唱するなど公営競技に逆風が吹いた。
同年7月に「競馬競輪競走場の新設の不許可」が閣議了解事項として決定され、1959年（昭和34年）の松戸競輪場騒擾事件を発端に昭和30年代に反ギャンブルの運動が高まった。大阪府の例では、1955年（昭和30年）に競馬、競輪の全廃を府議会で議決している。1962年（昭和37年）月には、総理府の公営競技調査会会長・長沼弘毅から公営競技の規模を現状維持とする長沼答申が出され、競技場新設が事実上行われなくなった（廃止されたところの「代替地」としての新設例は存在する。また、1979年（昭和54年）に総理府総務長官の私的諮問機関である公営競技問題懇談会で出された吉国答申で、場外発売所の新設が容認された）。
公営競技は長年にわたり地方財政の健全化に大きく貢献してきたが（中央競馬は国庫納付金を納めている）、1990年代以降になるといわゆるバブル経済崩壊による不景気、パチンコ・パチスロの隆盛およびレジャーの多様化の影響などにより収益が年々悪化し、収益事業であるにもかかわらず赤字となるケースが増加するようになった。このため、電話やインターネットによる投票システムの導入、広域に渡る場間場外を含む場外投票券売場（場外勝馬投票券発売所、競輪場外車券売場、競艇場外発売場）の拡充、高い配当金の期待できる新式投票券（馬・車番の2・3連勝単式投票券や「チャリロト」「Kドリームス」などの複数レースに渡る重勝式投票券）の導入などの方策が採られているが、収益悪化を理由に公営競技事業から撤退した自治体が2014年まで続いた。
1992年の公営競技の売上高は過去最高額の8兆9320億円を記録したが、2008年には4兆9628億円となるまで減少した。この売上低下は東日本大震災による娯楽自粛の流れもあり2011年頃にピークを迎えたが、以後はインターネットによる投票やライブ中継が広まるにつれ、反転上昇に転じた。2020年から始まる新型コロナウイルス感染症の長期にわたる行動制限や行動自粛期においては、巣ごもり需要を広まったインターネットによる投票とライブ中継により、開催場や場外発売場の売上をほとんど失ってなお大きく売上を伸ばすことになる。2023年度には8兆円にまで回復している。
| 年度 | 中央競馬 | 地方競馬 | 競艇   | 競輪   | オートレース | 合計   |  |
| --- | -------- | -------- | ------ | ------ | ------------ | ------ |  |
| 1948 | 43       | 14       |        | 2      |              | 60     |  |
| 1949 | 50       | 56       |        | 135    |              | 242    |  |
| 1950 | 35       | 70       |        | 330    | 2            | 439    |  |
| 1951 | 75       | 190      |        | 538    | 4            | 809    |  |
| 1952 | 86       | 192      | 24     | 571    | 10           | 885    |  |
| 1953 | 108      | 190      | 109    | 605    | 16           | 1,030  |  |
| 1954 | 112      | 180      | 138    | 587    | 15           | 1,034  |  |
| 1955 | 110      | 173      | 171    | 572    | 20           | 1,048  |  |
| 1960 | 290      | 317      | 295    | 835    | 84           | 1,822  |  |
| 1965 | 866      | 1,092    | 983    | 2,124  | 247          | 5,315  |  |
| 1970 | 4,069    | 3,172    | 4,270  | 5,442  | 724          | 17,678 |  |
| 1975 | 9,082    | 6,856    | 11,745 | 10,937 | 1,651        | 40,273 |  |
| 1980 | 13,607   | 7,973    | 16,309 | 12,699 | 2,184        | 52,774 |  |
| 1985 | 16,458   | 5,776    | 14,292 | 11,431 | 2,023        | 49,981 |  |
| 1990 | 30,984   | 9,493    | 21,934 | 18,846 | 3,352        | 84,611 |  |
| 1995 | 37,666   | 7,141    | 18,432 | 16,144 | 2,701        | 82,098 |  |
| 2000 | 34,347   | 5,560    | 13,347 | 12,371 | 1,856        | 67,484 |  |
| 2005 | 28,945   | 3,690    | 9,743  | 8,774  | 1,131        | 52,286 |  |
| 2010 | 24,275   | 3,332    | 8,434  | 6,349  | 861          | 43,253 |  |
| 2015 | 25,834   | 4,310    | 10,422 | 6,159  | 678          | 47,403 |  |
| 2019 | 28,818   | 7,010    | 15,435 | 6,604  | 739          | 58,606 |  |
| 2023 | 32,754   | 10,734   | 23,943 | 11,892 | 1,091        | 80,416 |  |
| 注 - 単位は億円。 - 中央競馬は暦年によるものである。 - 「合計」は売上の小数点以下第2位までを合計し、小数点以下切捨て。 |          |          |        |        |              |        |  |

現時点において、以下の県には公営競技場が全く存在しない（なお、戦後アメリカの施政下にあった沖縄以外の各県は、戦後に公営競技場が存在していたことがあり、競馬や競輪が施行されていた）。
- 宮城県（仙台市、石巻市（蛇田、水押、雲雀野）に競馬場があった）
- 秋田県（秋田市、大館市に競馬場があった）
- 山形県（米沢市、上山市に競馬場があった）
- 山梨県（現在の甲斐市、山中湖村に競馬場があった）
- 長野県（現在の安曇野市、諏訪市に競馬場が、松本市に競輪場があった）
- 鳥取県（米子市に競馬場があった）
- 島根県（益田市に競馬場が、松江市に競輪場があった）
- 宮崎県（宮崎市、都城市に競馬場があった）
- 鹿児島県（鹿児島市と鹿屋市に競馬場があった）
- 沖縄県

また上記10県の内、沖縄県には場外投票券発売場も存在しない。宮城県においては仙台市郊外の村田町に場外投票券発売場が存在するが、仙台市内には1つもない。これは仙台市が長年官民共に治安悪化の防止の観点から公営競技の設置を断っているからである。2022年には映像提供施設「VIESTA（ヴィエスタ）」が開設された。
鳥取県では米子競馬場廃止後、2000年にウインズ米子が完成し、その後2011年にはミニボートピア鳥取が完成したため、現在では再び公営競技の関連施設が設置されている。また、長野県においては沖縄県同様に公営競技場はおろか場外投票券発売場も存在していなかったが、2021年9月30日に千曲市に競輪場外投票券発売場「サテライト信州ちくま」が営業を開始している。
逆に、現時点において以下の県には全ての公営競技場が揃っている。なお、メジャー競技と言う点を含めると福岡県のみとなる。
- 埼玉県
  - 競馬：浦和競馬場（地方競馬）
  - 競輪：大宮競輪場、西武園競輪場
  - 競艇：戸田競艇場
  - オートレース：川口オートレース場
- 福岡県
  - 競馬：小倉競馬場（中央競馬[† 6]）
  - 競輪：小倉競輪場、久留米競輪場
  - 競艇：若松競艇場、芦屋競艇場、福岡競艇場
  - オートレース：飯塚オートレース場

### 公営競技における記録
2022年7月現在
- 歴代最年長 - オートレースは安藤定実（引退時76歳）[19]と鈴木章夫（現役76歳）、競艇は高塚清一（現役77歳）、競輪は湯浅昭一（引退時68歳）、競馬の騎手は中央が岡部幸雄（引退時56歳）で地方が的場文男（現役68歳）[20]。
- 最年長勝利記録 - オートレースで2023年1月19日に76歳150日で勝利した、鈴木章夫（浜松・2期）[21][† 7]。鈴木は1946年8月23日生まれ、静岡県出身。1964年9月15日に選手登録されており、実働55年以上となる[25]。
- 史上最高配当 - 2010年10月21日の競輪「チャリロト」（ただし発売単位は一口200円）。重勝式で9億598万7400円[26]。

## 韓国
日本以外に公営競技が行なわれている国に韓国がある。韓国では、韓国馬事会法の下に競馬が開催され、競輪・競艇法に基づき1994年から競輪および競艇が、伝統闘牛競技に関する法律に基づき2011年より闘牛が開催されている。オートレースの開催予定はない。売上げは競馬が8兆ウォン、競輪競艇が3兆ウォン程度である。
なお、日本、韓国以外にも何らかの形で競馬を開催する国は100ヶ国にも及ぶが（総売上は1000億ドル超）、多くの国ではジョッキークラブや競馬公社による開催、あるいは馬券発行を伴わないため公営競技ではない。

### 歴史
韓国（朝鮮半島）における競馬は1898年頃から散発的に始められ、1922年には社団法人朝鮮競馬倶楽部が発足し、サラブレッドの生産も始まった。この頃の状況はほぼ日本における競馬の歴史に並行し、東京優駿（日本ダービー）優勝馬のトクマサが朝鮮半島で種牡馬として供用されている。しかし戦中戦後、半島北部の競馬場を全て失った上、日本、米軍によって競馬場が軍事転用された。そのうえ政情・経済が不安定だったことから社会は競馬どころではなく、一時サラブレッド競馬は完全になくなってしまった。転機となったのは1962年の軍事革命で、この年に韓国馬事会法が発令され再開、韓国公営競技の始まりとなった。
その後、1998年に第1回韓国ダービーが始められ、2004年にはグレード制を導入、2005年に国際競馬統括機関連盟（IFHA）に加盟した。韓国馬事会は国際レース開催を視野に入れた国際交流を進めており、騎手に関しては短期免許制度を導入して日・米・オセアニアの騎手を受け入れているが、競走馬の外国遠征はほとんどない。国内でも外国生産馬の出走制限緩和と引き換えに2万ドル以下の購入価格制限を設けたほどで、韓国の競走馬生産や育成は未だ発展途上と言えるだろう。
また、サラブレッド競馬とは別に済州島では済州島固有種のポニー（済州馬）による競馬が行われている。この競馬は公営競技としての側面の他、韓国の天然記念物として指定されている済州馬の種の保存が大きな目的として掲げられているという特色がある。
競輪は1994年にソウルオリンピック自転車競技場の跡地、競艇は2002年にソウルオリンピック漕艇場施設の跡地を利用して開始された。更に追加すると、ソウル競馬場もソウルオリンピック馬術競技場として建設された経緯を持つ。

### 代表的な競走

#### 競馬
- グランプリ（G1）
- 大統領杯（G1、国産馬限定）
- コリアンダービー（G1、国産の3歳馬限定）

コリアンダービー、KRAカップマイル（G3）、農林省長官杯（G2）の韓国三冠も設定されている。2016年7月1日以降のレースより韓国は国際格付番組企画諮問委員会（IRPAC）によって国際セリ名簿基準書におけるPart2国へ指定される（実際に対象になるのは5レースのみ）。